# Мемаронек (Нью-Йорк)
Мемаронек (англ. Mamaroneck) — місто (англ. town) в США, в окрузі Вестчестер штату Нью-Йорк. Населення — 31 758 осіб (2020).

## Демографія
Згідно з переписом 2010 року, у місті мешкало 29 156 осіб у 10 849 домогосподарствах у складі 7566 родин. Було 11562 помешкання
Расовий склад населення:
| - 84,1 % — білих - 3,9 % — азіатів - 2,9 % — чорних або афроамериканців - 0,2 % — корінних американців - 6,3 % — осіб інших рас |

До двох чи більше рас належало 2,6 %. Частка іспаномовних становила 15,5 % від усіх жителів.
За віковим діапазоном населення розподілялося таким чином: 27,0 % — особи молодші 18 років, 57,9 % — особи у віці 18—64 років, 15,1 % — особи у віці 65 років та старші. Медіана віку мешканця становила 40,7 року. На 100 осіб жіночої статі у місті припадало 93,9 чоловіків;  на 100 жінок у віці від 18 років та старших — 89,3 чоловіків також старших 18 років.
Середній дохід на одне домашнє господарство  становив 225 891 долар США (медіана — 121 261), а середній дохід на одну сім'ю — 278 617 доларів (медіана — 172 250). Медіана доходів становила 103 926 доларів для чоловіків та 67 002 долари для жінок. За межею бідності перебувало 5,5 % осіб, у тому числі 3,7 % дітей у віці до 18 років та 3,8 % осіб у віці 65 років та старших.
Цивільне працевлаштоване населення становило 14 856 осіб. Основні галузі зайнятості: освіта, охорона здоров'я та соціальна допомога — 23,5 %, науковці, спеціалісти, менеджери — 20,2 %, фінанси, страхування та нерухомість — 15,0 %.